# Мозиря Лук'ян
Лук'ян Мозиря (нар. поч. XVII ст. — пом. поч. травня 1652) — військовий діяч, корсунський полковник Війська Запорозького.

## Біографія
Про ранні роки Мозирі достеменно нічого не відомо. З початком Хмельниччини перейшов на бік повсталих, брав участь в битві під Жовтими Водами та Корсунській баталії. Наприкінці червня — у липні 1648-го супроводжував Ф. Вешняка в поїздці до Варшави, де взяв участь у засіданнях сейму — представляв на ньому «Реєстр кривд» заподіяних козакам.
В 1649 після загибелі С. Морозенка призначений корсунським полковником. Влітку 1651-го відзначився в ході битви під Берестечком, зумівши майже без втрат вивести свій вже очолюваний ним Білоцерківський полк з оточення. У липні 1651 Хмельницький послав Мозирю на допомогу А. Ждановичу, котрий тримав оборону супроти військ Я. Радзивілла, тож у 2-й половині 1651 року Лук'ян Мозиря був одним з організаторів оборони Києва і Білої Церкви. Згодом з дипломатичними дорученнями гетьмана їздив до Москви.
Будучи незгідним з умовами Білоцерківського перемир'я виступив проти укладення нового реєстру. За це Хмельницький звільнив Мозирю з посади білоцерківського полковника. Він же у відповідь, повернувся до Корсуня і за допомогою старшин Корсунського та Білоцерківського полків, організував виступ та вбивство полковника білоцерківського Громики, взявши участь у виступі М. Гладкого. За наказом гетьмана генеральний осавул Дем'ян Лісовець придушив заколот. Мозирю було страчено до 6 січня 1652 року.